# Gränjen
Gränjen är en sjö i Hofors kommun i Gästrikland och ingår i Dalälvens huvudavrinningsområde. Sjön har en area på 0,847 kvadratkilometer och ligger 151,2 meter över havet. Sjön avvattnas av vattendraget Borån.

## Delavrinningsområde
Gränjen ingår i det delavrinningsområde (669896-153112) som SMHI kallar för Utloppet av Hålen. Medelhöjden är 162 meter över havet och ytan är 18,86 kvadratkilometer. Det finns inga avrinningsområden uppströms utan avrinningsområdet är högsta punkten. Borån som avvattnar avrinningsområdet har biflödesordning 3, vilket innebär att vattnet flödar genom totalt 3 vattendrag innan det når havet efter 178 kilometer. Avrinningsområdet består mestadels av skog (76 procent). Avrinningsområdet har 2,79 kvadratkilometer vattenytor vilket ger det en sjöprocent på 14,8 procent.